# Вірна Жанна Петрівна
Жанна Петрівна Вірна  (народилась 1 червня 1967 в місті Луцьк Волинської області) український психолог, доктор психологічних наук, професор,  Волинський національний університет імені Лесі Українки

## Біографія
Народилася в м. Луцьку Волинської області. Закінчила Луцький державний педагогічний інститут імені Лесі Українки (за спеціальністю педагогіка та методика початкової освіти, 1988 р.); аспірантуру Інституту психології ім. Г. С. Костюка АПН України (1996 р.); докторантуру Волинський державний університет імені Лесі Українки (2003 р.)

### Професійна діяльність
Здобувши вищу освіту працювала вихователем групи продовженого дня ЗОШ № 8 м. Луцька. 
З 1989  працювала асистентом, старшим викладачем, доцентом, професором кафедри загальної та соціальної психології спочатку у Луцькому державному педагогічному інституті імені Лесі Українки, а згодом у Волинському національному університеті імені Лесі Українки; 
У 2005-2019 рр. декан факультету психології та соціології; 
з 2019  по теперішній час  – професор кафедри педагогічної та вікової психології.

### Вчені ступені та звання
- кандидат психологічних наук (1996) (дисертація «Формування професійного ставлення до клієнта в процес підготовки практичних психологів» із спеціальності 19.00.07 – педагогічна та вікова психологія);
- доцент кафедри загальної та соціальної психології (2002);
- доктор психологічних наук (2005) (дисертація «Мотиваційно-смислова регуляція у професіоналізації психолога» із спеціальності 19.00.01 – загальна психологія, історія психології);
- професор кафедри загальної та соціальної психології (2006).

## Наукова діяльність
- Пріоритетні напрямки досліджень: сферу наукових інтересів складають проблемні питання загальної психології, психології особистості, професійної психології та психології праці.
- Вірна Ж.П. є авторкою життєво-стильового концепту мотиваційно-смислової регуляції професійної реалізації особистості. Створена наукова школа дослідження життєвого і професійного шляху особистості працює над проблемами вивчення психологічних аспектів професіоналізму через створення відповідної технології професійного самозбереження, компенсації та реабілітації в практичній діяльності  [Архівовано 26 вересня 2021 у Wayback Machine.].
- Основний науковий доробок здобутий в межах створеної нею науково-дослідної лабораторії інтегральних досліджень особистості (2005 р.)  [Архівовано 26 вересня 2021 у Wayback Machine.].
- Під керівництвом Жанни Вірної захищено 2 докторських і 28 кандидатських дисертацій.
- Вона є заступником Голови спеціалізованої вченої ради із захисту докторських дисертацій у Волинському національному університеті імені Лесі Українки [https://ra.vnu.edu.ua/spetsializovani-vcheni-rady/spetsializovana-vchena-rada-d-32-051-05/]
- з 2014 року Академік відділення психології та соціології Національної Академії наук вищої освіти України;  [Архівовано 6 червня 2017 у Wayback Machine.]; член редколегій низки наукових вітчизняних видань; авторка 210 наукових праць.

## Основні наукові праці
Підручники
1. Безпека життєдіяльності: підручник для студентів вищих навчальних закладів / кол. авторів; за ред. І.Я. Коцана; худож.-оформлювач І.М. Безрукавий. Харків: Фоліо, 2014. 462 с. (http://ir.nusta.edu.ua/jspui/bitstream/123456789/2241/1/1999_IR.pdf [Архівовано 26 вересня 2021 у Wayback Machine.])

Одноосібні і колективні монографії
1. Вірна Ж.П. (2003). Мотиваційно-смислова регуляція у професіоналізації психолога: монографія. Луцьк: Ред-вид. відд. «Вежа» Волин. держ. ун-ту ім.Л.Українки, 320 с. ISBN 966-600-126-8
2. Вірна Ж.П. (2013). Ефективна професіоналізація: методологія та практика життєво-стильової концепції особистості. Сучасні напрями психологізації професійної підготовки фахівців: монографія : у 4 т. / В.Й. Бочелюк, І.В. Ващенко, Т.В. Ткач та ін.; за ред. В.Й. Бочелюка. Запоріжжя : КПУ, Т. 3. 159-176. [http://catalog.odnb.odessa.ua/opac/index.php?url=/notices/index/IdNotice:298156/Source:default]
3. Вірна Ж.П., Мудрик А.Б. (2014). Особистісна вимогливість професіонала: теорія, практика, методи вивчення: монографія. Луцьк: Вежа-друк, 189с. [https://core.ac.uk/download/pdf/153582054.pdf]  [Архівовано 26 вересня 2021 у Wayback Machine.]
4. Вірна Ж.П. (2015). Професійна безпека: динаміка і ризики прояву професійних деформацій фахівця. Психологія професійної безпеки: технології конструктивного самозбереження особистості: колективна монографія / О. Лазорко, Ж. Вірна, Л. Акімова [та ін.]; за ред. Ж. Вірної. Луцьк : Вежа-Друк, 30-71. (https://pedagogy.lnu.edu.ua/wp-content/uploads/2016/09/monografiya_luck_2015.pdf [Архівовано 26 вересня 2021 у Wayback Machine.])
5. Вірна Ж.П., Кміть І.В. (2015). Хроноструктурна компетентність і професійна адаптованість медичних сестер: регуляторна специфіка та ефекти взаємозв’язку. Психологія професійної компетентності медичних сестер: адаптаційний вимір: колективна монографія / О.В. Лазорко, П.Д. Гайдучик, А.М. Лазько [та ін.]; за ред. Ж. Вірної. Луцьк: Вежа-Друк, 93-148. ISBN 978-617-7272-18-1
6. Вірна Ж., Фенина О. (2016). Професійний самоменеджмент особистості: монографія. Луцьк: Вежа-Друк, 212 с. ISBN 978-966-940-056-7
7. Вірна Ж.П. (2019). Довіра до організації: психологічні індикатори стресостійкості і задоволеності працею фахівців. Психологічні технології ефективного функціонування та розвитку особистості : монографія / [за ред.: С.Д. Максименка, С.Б. Кузікової, В.Л. Злівкова]. Суми: Вид-во СумДПУ імені А.С. Макаренка, 2019. 247-270. . ISBN 978-966-698-201-1
8. Вірна Ж.П., Іванашко О.Є., Гаврилюк І.О. (2021). Суверенність психологічного простору як особистісно-адаптаційна проекція студентської молоді України. Scientific research of the XXI century: collective monograph. Volume 1 / Compiled by V. Shpak; Chairman of the Editorial Board S. Tabachnikov. Sherman Oaks, Los Angeles: GS publishing service, 365-400; режим доступу: [https://www.eo.kiev.ua/resources/arhivMonographs/Монографія%2025.01.2021.pdf] DOI: 10.51587/9781-7364-13302-2021-001-365-400
9. Вірна Ж.П., Іванашко О.Є., Гайдук Г.А. (2021). Автобіографічний метод в практиці психологічного консультування. Modern trends in science and practice. Volume 1: collective monograph / Compiled by V. Shpak; Chairman of the Editorial Board S. Tabachnikov. Sherman Oaks, California: GS Publishing Services, 2021. 92-102; режим доступу: [https://www.eo.kiev.ua/resources/arhivMonographs/Монография%205%20для%20сайта.pdf] DOI: 10.51587/9781-7364-13302-2021-005-92-102
10. Лазько А.М., Вірна Ж.П. Патологічний перфекціонізм: критерії та детермінанти прояву в професійному житті. Modern trends in science and practice. Volume 2 : collective monograph / Compiled by V. Shpak; Chairman of the Editorial Board S. Tabachnikov. Sherman Oaks, California: GS Publishing Services, 2022. 175-181 ; режим доступу : [https://www.eo.kiev.ua/resources/arhivMonographs/monoForSite6.pdf] DOI: 10.51587/9781-7364-13364-2022-006-175-181
11. Вірна Ж.П., Ейнг А.М. Насильство і права дитини: досвід вивчення в Бразилії та визначення назрілих координат в Україні. Innovative resources of modern science: collective monograph / Compiled by V. Shpak; Chairman of the Editorial Board S. Tabachnikov. Sherman Oaks, California : GS Publishing Services, 2022. 145-151 ; режим доступу : [https://www.eo.kiev.ua/resources/arhivMonographs/mono2022_dev_009.pdf] DOI: 10.51587/9798-9866-95907-2022-009-145-151
12. Волков К., Вірна Ж. Феномен емоційної резистентності в дискурсі психоаналітичного знання. Current aspects of the development of science and technology : collective monograph / Compiled by V. Shpak; Chairman of the Editorial Board S. Tabachnikov. Sherman Oaks, California : GS Publishing Services, 2022. 223-236 ; [електрон. ресурс]; режим доступу: [https://docs.google.com/viewer?docex=1&url=https://www.eo.kiev.ua/resources/zmist/mono10/mono2022_10.pdf] DOI: 10.51587/9798-9866-95914-2022-010-223-236
13. Вірна Ж.П. (2023). Життєстійкість як фактор збереження психічного здоров’я і психологічної безпеки в умовах воєнного часу. Science and society: trends of interaction : collective monograph / Compiled by V. Shpak; Chairman of the Editorial Board S. Tabachnikov. Sherman Oaks, California : GS Publishing Services. 171-181 ; режим доступу : [https://www.eo.kiev.ua/resources/arhivMonographs/mono_2023_12.pdf] DOI: 10.51587/9798-9866-95945-2023-012-171-181
14. Вірна Ж.П., Лазько А.М._(2023). Резильєнтність та адаптація до умов воєнного часу. Психологія ревіталізації: вікові та педагогічні виміри монографія ; за заг. ред. Я. Гошовського. Луцьк : Волинський національний університет імені Лесі Українки. 83-106. ISBN 978-617-8279-11-0
15. Вірна Ж.П. (2023). Війна як хвороба: синергія деструктивності ідентичності та невротизації. Vectors of the development of science and education in the modern world : collective monograph / Compiled by V. Shpak; Chairman of the Editorial Board S. Tabachnikov. Sherman Oaks, California : GS Publishing Services. 279-286 ; [https://www.eo.kiev.ua/resources/zmist/mono_2023_14/mono_2023_14.pdf]
16. Вірна Ж.П. (2024). Ментальні ресурси: теоретична експлікація структурно-функціональної організації. Contemporary Ukrainian science: theoretical and practical achievements : collective monograph / Compiled by V. Shpak; Chairman of the Editorial Board S. Tabachnikov. Sherman Oaks, California : GS Publishing Services. 162-168 ;[ https://www.eo.kiev.ua/resources/arhivMonographs/mono_2024_18/mono_2024_18.pdf ; DOI: 10.51587/9798-9866-95990-2024-018-162-168]
17. Virna Zh., Marchuk R. (2024). Axiology of Monetary Attitudes of Ukrainian Youth under martial law. Contemporary Transformations of Social Development: New Challenges and Perspectives: International collective monograph / edited by Lucir Reinaldo Alves, Grygoriy Starchenko. Universidade Estadual do Oeste do Parana-Unioeste Nucleo de Desenvolvimento Regional (NDR), Toledo. Chernihiv : REICST. 356-367. [https://reicst.com.ua/asp/issue/view/monograph-06-2024/monograph-06-2024]; DOI: [https://doi.org/10.54929/monograph-06-2024];
18. Virna Zh. (2024). Fatores facilitadores do bem-ester psicologoco futuros pedagogos siciais na Ucrania. Esperançar: linhas dialógicas da práxis da pesquisa em educação / Ana Maria Eyng, Reginaldo Rodrigues da Costa (organizadores). – Curitiba : CRV. Vol. 3. Coleção Educação e Formação de Professores. 123-142  ; DOI [10.24824/978652517085.5.123-142];

Навчальні посібники
1. Вірна Ж.П. (2003). Основи професійної орієнтації: навчальний посібник. Луцьк: Ред-вид. відд. «Вежа» Волин. держ. ун-ту ім. Лесі Українки, 156с. ISBN 966-600-054-7
2. Вірна Ж.П. (2016). Психологія особистісної події : навчальний посібник. Луцьк : Вежа-Друк, 148с. ISBN 978-966-940-060-4

Основні публікації
1. Virna Zh. (2015). Professional Deformations: Tendencies, Dynamics and Risks of Manifestation. Annales Universitatis Mariae Curie-Skłodowska. Vol 28, No 2. 123-136 [http://journals.umcs.pl/j/article/view/2553/2923] [Архівовано 26 вересня 2021 у Wayback Machine.])
2. Вірна Ж.П. (2015). Координація особистісно-нормативних змін ціннісних орієнтацій в діапазоні професійної адаптації особистості. Психологія особистості : науковий журнал. № 1(6). 161-172. [http://dx.doi.org/10.15330/ps.6.1.161-172]
3. Virna Zh. (2016). Safety of personality in migration terms within the military conflict: organizational conditions of education and psychotherapy. American Journal of fundamental & experimental research. Issue 1(1). 94-103. [https://ajfaer.org/index.php/ajfaer/issue/view/11/1-2016] [Архівовано 26 вересня 2021 у Wayback Machine.])
4. Вірна Ж.П., Лазько А.М. (2016). Конструктивний перфекціонізм майбутньої медичної сестри: концепція й емпірична верифікація. Психологічні перспективи. Луцьк : СНУ імені Лесі Українки, 2016. Випуск 28. 10-21 ; режим доступу : [https://psychoprospects.vnu.edu.ua/index.php/psychoprospects/article/view/6/2]
5. Вірна Ж.П. (2017). Психологічні координати конструктивного самозбереження особистості. Науковий вісник Миколаївського нац. ун-ту ім. В.О. Сухомлинського. Психологічні науки. Миколаїв : МНУ імені В.О. Сухомлинського. № 1 (17). 35-40 : режим доступу : [http://mdu.edu.ua/wp-content/uploads/psihol-visnik-17-2017-8.pdf]
6. Вірна Ж.П. (2017). Губристична детермінація структурної організації емоційного інтелекту особистості. Науковий вісник Миколаївського нац. ун-ту ім. В.О. Сухомлинського. Психологічні науки. Миколаїв : МНУ імені В.О. Сухомлинського. № 2 (18). 17-21 ; режим доступу : [http://mdu.edu.ua/wp-content/uploads/psihol-visnik-18-2017-5.pdf]
7. Вірна Ж.П., Галян А.І. (2018). Особистісні ресурси професійної адаптації майбутніх медичних працівників: концепція та емпірична верифікація. Психологічні перспективи. Луцьк : СНУ імені Лесі Українки. Вип. 30. 28-39 ; режим доступу: [https://psychoprospects.vnu.edu.ua/index.php/psychoprospects/article/view/208/186]
8. Вірна Ж.П. (2018). Статеворольова ідентифікація як чинник психологічного благополуччя сімейного подружжя. Психологія: реальність і перспективи : збірник наукових праць Рівн. держ. гуманітарного ун-ту. Рівне : РДГУ. Вип. 10. 13-19. [https://doi.org/10.35619/prap_rv.vi10.87]
9. Virna Zh., Lazorko О., Koshirets V. (2018). Professional safety in career choice period: empirical explication of professional reserves of a personality. Психологічне консультування і психотерапія. Харків. № 10. 37-44 ; режим доступу: [https://periodicals.karazin.ua/psychotherapy/article/view/12257/11808]
10. Вірна Ж.П., Панас Ю.В. (2018). Рефлексивні механізми професійної мобільності медичних сестер. Міжнародний науковий журнал «Освіта і наука». Вип. 2(25). 94-100 ; режим доступу : [https://msu.edu.ua/educationandscience/wp-content/uploads/2019/01/94-100.pdf]
11. Вірна Ж.П. Кревська О.В. (2018). Мотиваційна детермінація професійної самоефективності в межах політичної реалізації особистості. Психологічні перспективи, (32), 35-48. [https://doi.org/10.29038/2227-1376-2018-32-35-48]
12. Вірна Ж.П., Лазорко О.В., Пустовойт М.В. (2019). Особистісна безпека в структурі соціальної зрілості студентської молоді: теоретико-методологічна експлікація. Psychological Journal. Vol. 5. Issue 10. ; DOI (Issue): [https://doi.org/10.31108/1.2019.5.10]
13. Virna Zh., Brahina K. (2020). The time perspective of persons in restrictive conditions of quarantine: sex and age analysis. Психологічне консультування і психотерапія. Харків. № 13. 51-61 : режим доступу: [https://periodicals.karazin.ua/psychotherapy/article/view/16142/15040]
14. Kostruba N., & Virna Zh. (2020). Verbal Representation of The Concept “Sacrament” in Students’ Linguistic Consciousness. Psycholinguistics. 28(1). [https://psycholingjournal.com/index.php/journal/article/view/1064]
15. Вірна Ж., Гайдук Г. (2020). Толерантна компетентність педагога: концепція й емпірична верифікація. Психологічні перспективи. Вип. 36. 67-85 ; [https://doi.org/10.29038/2227-1376-2020-36-67-85]
16. Lazorko O., Virna Zh., Yahurov V., Valchuk-Orkusha O., Melnyk I., Sherman M. (2021). The Safety of Professionalization Subjects in Psychological and Neuropsychological Aspects. BRAIN. Broad Research in Artificial Intelligence and Neuroscience. Vol. 12. Issue 1. 19-39 ; [https://doi.org/10.18662/brain/12.1/168]
17. Lazorko O., Virna Z., Brytova H., Tolchieva H., Shastko I., & Saienko V. (2021). Professional Safety of Personality: System Regularities of Functioning and Synergetic Effects of Self-Organization. Postmodern Openings. 12(2), 170-190. [https://doi.org/10.18662/po/12.2/302]
18. Virna Zh., Lazorko O., Malimon L. (2021). The mode of Trust and Expperience of Stress in Customs Officers in Ukraine. Postmodern Openings. 12(3), 404-425; режим доступу: [https://doi.org/10.18662/po/12.3/346]
19. Чижик К.О., Вірна Ж.П., Іванашко О.Є. (2021). Темпоральні ознаки образу майбутнього невротичної особистості. Габітус. № 29. 127-131; [https://doi.org/10.32843/2663- 5208.2021.29.21]
20. Вірна Ж.П. (2021). Психоаналітичний огляд ранньої професіоналізації особистості в сім’ї. Психологічне консультування і психотерапія. Харків. №16. 12-19 ; [https://doi.org/10.26565/2410-1249-2021-16-02]
21. Virna, Z., Ivanashko, O. & Knysh, T. (2022). Studying In The Restrictive Conditions Of Quarantine: Mental-Adaptation Indicators Of The Students’ Copy-Behavior, Education and Upbringing of Youth in New Realities: Perspectives and Challenges. Youth Voice Journal Vol. I. 70-82. ISBN(ONLINE): 978-1-911634-57-7
22. Іванашко О., Вірна Ж., Сіпко Л.  (2022). Психологічні показники емоційної безпеки батьків дітей з особливими потребами. Психологічні перспективи. № 39. DOI: [https://doi.org/10.29038/2227-1376-2022-39-iva]
23. Omelchyk, O., Ivanashko, O., Sipko, L., Virna, Z., Saienko, V., & Tolchieva, H. (2022). Economic behavior of consumers during instability. AD ALTA: Journal of Interdisciplinary Research, Special Issue 12/02-XXVIII, 89-95; [https://www.webofscience.com/wos/author/record/2002588]
24. Вірна Ж.П. (2023). Конструктивна психологія як технологія перетворення психіки людини. Психологічні перспективи. Вип. 41. 41–54. DOI: [https://doi.org/10.29038/2227-1376-2023-41-vir].
25. Вірна Ж.П. (2023). Інформаційна довіра до влади як виховна проекція в умовах війни. International Science Journal of Education & Linguistics. Vol. 2. No. 3. 14-22 ; [https://isg-journal.com/isjel/issue/view/36]
26. Вірна Ж.П. (2023). Конструкція тіла та моральної психіки в психоаналізі. Габітус. Вип. 51. 46-52 ; режим доступу: [http://habitus.od.ua/51-2023]
27. Вірна Ж.П. (2023). Насилля дитини: психоаналіз, психотерапія менталізації та досвід альтернативних послуг в Бразилії. Науковий вісник Херсонського державного університету ; серія «Психологічні науки». № 3. 55-63 ; DOI ; URL: [https://pj.journal.kspu.edu/index.php/pj/article/view/1306/1257]
28. Virna Zh. (2023). Segurança psicológica de uma pessoa: diacronia do instinto de autopreservação à organização construtiva da vida. KELM. №5 (57). 89-97 ; [https://kelmczasopisma.com/ua/jornal/84]
29. Lazorko O., Virna Zh. (2023). Empirical referents of healthcare worker’ professional safety. International Journal of psychology. Vol. 58. Issue S1. 832-832. [https://publons.com/wos-op/publon/66545261/]
30. Virna Zh., Lazko A.M., Volkov K.M. (2024). Prosocial stress resistance trends of Ukrainian students under the martial law. Youth Voice Journal. Vol. 14. ISBN (ONLINE): 2056-2969; [https://www.rj4allpublications.com/product/prosocial-stress-resistance-trends/]
31. Virna, Z., Ivanashko, O., & Lysenko, S. (2024). Value coordinates of students resilience under martial law in Ukraine. Educere Et Educare, 19(49), 60–85. [https://doi.org/10.48075/educare.v19i49.33276]
32. Virna, Zh., & Eyng, A.M. (2024). Moral Damages of Children’s Migration Trauma (Based on The Materials of The International Internship in The Area of Education and Humanities). Psychological Counseling and Psychotherapy, (21), 11-17. [https://doi.org/10.26565/2410-1249-2024-21-02]
33. Вірна Ж.П., Іванашко О.Є. (2024). Готовність до змін як проспективний конструкт подолання кар’єрного хаосу студентської молоді під час війни в Україні. Габітус. Вип. 57. 85-91 ; режим доступу : [http://habitus.od.ua/57-2024 ; https://doi.org/10.32782/2663-5208]
34. Virna, Zh., Eyng, A.M. (2024). Child violence: from psechoanalysis to the reality of protecting children’s rights in Brasil. Psychological Prospects Journal. 43 (Jun. 2024), 48–63. ; DOI:[https://doi.org/10.29038/2227-1376-2024-43-vir]
35. Вірна Ж.П., Лазько А.М., Гуща О.В. Психологічні особливості перфекціоністської детермінації задоволеності образом фізичного Я осіб зрілого віку. Перспективи та інновації науки (серія Педагогіка, Психологія, Медицина). № 10(44). 833-849.[http://perspectives.pp.ua/index.php/pis/article/view/15630/15702]
36. Вірна Ж.П., Марчук Р. (2024). Смисловий конфлікт молодості під час війни: довіра, ідентичність та гідність. Перспективи та інновації науки (серія Педагогіка, Психологія, Медицина). № 7(41). 643-658 ; DOI:[https://doi.org/10.52058/2786-4952-2024-7(41)]

## Нагороди
- Нагрудний знак «За наукові досягнення» (2006),
- Грамота Міністерства освіти та науки України (2009),
- Грамота Верховної ради України (2010),
- Золотий нагрудний знак Волинського національного університету імені Лесі Українки (2012);
- Почесна відзнака Святої Праведної Анни (ІІ ступеня) (2015);
- Диплом Лауреата обласної Премії за заслуги у сфері науки (2017) (http://volynrada.gov.ua/news/naukovtsi-otrimali-nagorodi-deputati-viznachilisya-z-kandidatami-na-osvityanski-premiyi [Архівовано 26 вересня 2021 у Wayback Machine.]);
- Медаль імені Ярослава Мудрого НАНВО України (2018);
- Медаль «Vyigotskiy Medal in Psychological Sciences» міжнародного наукового видання «Фундаментальні і прикладні дослідження в практиці провідних наукових шкіл» (2018);
- Медаль імені Святого Володимира НАНВО України (2019).
- Почесна Грамота Кабінету Міністрів України (2020)